# Jalysus wickhami
Jalysus wickhami är en insektsart som beskrevs av Van Duzee 1906. Jalysus wickhami ingår i släktet Jalysus och familjen styltskinnbaggar. Inga underarter finns listade i Catalogue of Life.